# Chancadora
Chancadora ist eine Ortschaft im Departamento Cochabamba im südamerikanischen Anden-Staat Bolivien.

## Lage
Chancadora ist sechstgrößter Ort des 2004 neu geschaffenen Municipio Entre Ríos in der Provinz Carrasco. Chancadora liegt auf einer Höhe von 226 m am rechten, östlichen Ufer des Río Isarzama, der flussabwärts in den Río Ichilo mündet.

## Geographie
Chancadora liegt im bolivianischen Tiefland an den nordöstlichen Ausläufern der Cordillera Oriental. Das Klima ist ein tropisches Monsunklima mit einer ausgeprägten Regenzeit (Am-Klima nach der Köppen-Geiger-Klassifikation).
Die Region weist eine mittlere Jahrestemperatur von 26 °C auf (siehe Klimadiagramm Puerto Grether), die Monatsdurchschnittswerte liegen zwischen 23 °C im Juli und gut 28 °C von November bis Februar. Der durchschnittliche Jahresniederschlag beträgt 1700 mm, mit Monatswerten zwischen 200 und 300 mm von Dezember bis Februar und ausreichend Feuchtigkeit in allen Monaten.

## Verkehrsnetz
Chancadora liegt in einer Entfernung von 255 Straßenkilometern östlich von Cochabamba, der Hauptstadt des Departamentos.
Von Tambo Quemado an der chilenischen Grenze im Osten verläuft die 1.657 Kilometer lange Nationalstraße Ruta 4 quer durch das Land bis Puerto Suárez an der brasilianischen Grenze. Von Cochabamba aus führt die Ruta 4 über Villa Tunari, Chimoré und Ivirgarzama nach Isarzama und weiter nach Warnes und Santa Cruz. Vier Kilometer östlich von Isarzama zweigt bei der Siedlung Cruce Chancadora eine unbefestigte Landstraße nach Süden ab, die Chancadora nach vier Kilometern erreicht.

## Bevölkerung
Die Einwohnerzahl der Ortschaft ist im vergangenen Jahrzehnt um mehr als ein Drittel angestiegen:
| Jahr | Einwohner         | Quelle       |
| ---- | ----------------- | ------------ |
| 1992 | keine Detaildaten | Volkszählung |
| 2001 | 430               | Volkszählung |
| 2012 | 604               | Volkszählung |
| 2024 |                   | Volkszählung |

Die Region weist einen überwiegenden Anteil an Quechua-Bevölkerung auf, im Municipio Entre Ríos sprechen 76,6 Prozent der Bevölkerung Quechua.